# Holoaerenica obtusipennis
Holoaerenica obtusipennis är en skalbaggsart som först beskrevs av Fuchs 1963.  Holoaerenica obtusipennis ingår i släktet Holoaerenica och familjen långhorningar.
Artens utbredningsområde är Paraguay. Inga underarter finns listade i Catalogue of Life.